# Suisse-Occidentale-Simplon

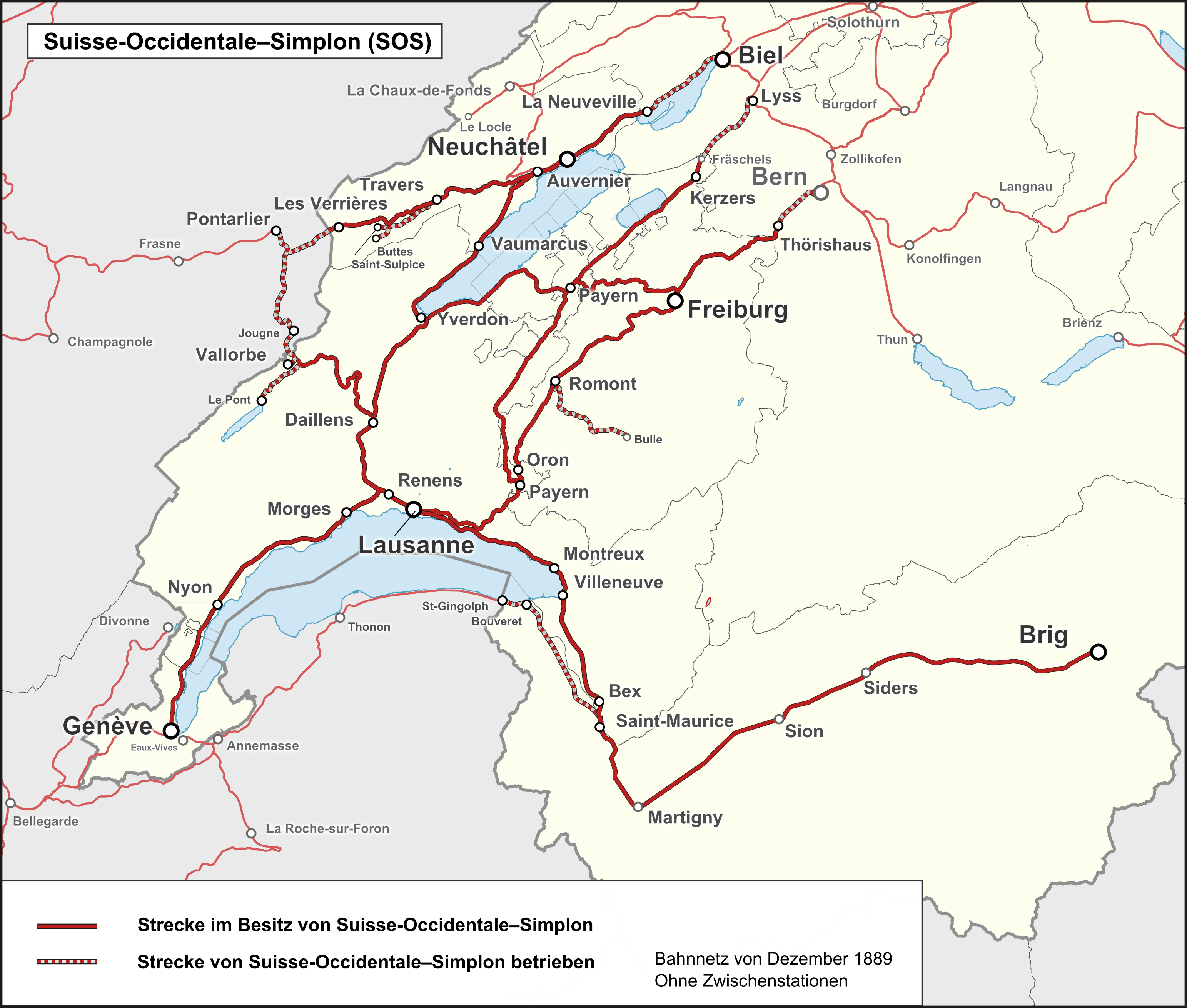
Mappa della rete

La Suisse-Occidentale-Simplon (SOS) era una società ferroviaria svizzera, esistita dal 1881 al 1890.

## Storia
La società Suisse-Occidentale-Simplon fu creata il 28 giugno 1881 dalla fusione della Chemins de fer de la Suisse Occidentale (SO) con la Compagnie du Simplon (S). Nel 1888 assorbì la Jura-Bern-Luzern-Bahn (JBL).
Nel 1890 la società venne fusa con la Pont-Vallorbe-Bahn, formando la Compagnia del Jura-Simplon (JS).
Nel 1882 la società possedeva 105 locomotive a vapore, 331 carrozze e 2022 carri merci.